# Siejo
Siejo es un lugar y una parroquia del concejo de Peñamellera Baja, en el Principado de Asturias. Alberga una población de 94 habitantes en una extensión de 2,41 km². Separada de Alevia en 1991, está formada únicamente por el pueblo homónimo y una pequeña ladera a su alrededor (a la izquierda del río Cares-Deva).